# Cerco de Dubrovnik
O cerco de Dubrovnik foi um confronto militar travado entre o Exército Popular Iugoslavo (JNA) e as forças croatas que defendiam a cidade de Dubrovnik e seus arredores, durante a Guerra de Independência da Croácia. O JNA iniciou o seu avanço em 1 de outubro de 1991 e, no final do mesmo mês, tinha capturado praticamente todos os territórios entre as penínsulas de Pelješac e Prevlaka, situadas na costa do mar Adriático — com exceção de Dubrovnik. O cerco foi acompanhado por um bloqueio da marinha da Iugoslávia. O bombardeio do Exército Popular em Dubrovnik ocorreu em 6 de dezembro de 1991. O bombardeio provocou crítica internacional e tornou-se um desastre de relações públicas para a Sérvia e Montenegro, contribuindo para seu isolamento diplomático e econômico, bem como o reconhecimento internacional da independência da Croácia. Em maio de 1992, o JNA retirou-se para a Bósnia e Herzegovina, e entregou seu equipamento ao recém-formado Exército da República Sérvia (VRS). Durante este tempo, o Exército Croata (HV) atacou do oeste e empurrou o JNA/VRS das áreas a leste de Dubrovnik, tanto na Croácia quanto na Bósnia e Herzegovina, e no final de maio se uniu à unidade de defesa do exército croata na cidade. Os combates entre as tropas croatas e iugoslavas a leste de Dubrovnik foram diminuindo gradualmente.
O cerco resultou na morte de 194 militares croatas, bem como de 82 a 88 civis croatas. O JNA sofreu 165 baixas. Toda a região foi recapturada pelo HV na Operação Tigre e na Batalha de Konavle, no final de 1992. A ofensiva resultou no deslocamento de 15 mil pessoas, principalmente de Konavle, que fugiram para Dubrovnik. Aproximadamente 16 mil refugiados foram evacuados de Dubrovnik pelo mar, e a cidade foi reabastecida por lanchas que passavam pelo bloqueio e um comboio de navios civis. Mais de 11 mil edifícios foram danificados e várias casas, empresas e edifícios públicos foram saqueados ou incendiados.
A operação fazia parte de um plano elaborado pelo JNA com o objetivo de proteger a área de Dubrovnik e, em seguida, prosseguir ao noroeste para se conectar com as tropas do JNA no norte da Dalmácia, a oeste de Herzegovina. A ofensiva foi acompanhada por uma quantidade significativa de propaganda de guerra. Em 2000, o então presidente de Montenegro, Milo Đukanović, pediu desculpas pelo cerco, obtendo uma resposta negativa de seus oponentes políticos e da Sérvia. O Tribunal Penal Internacional para a ex-Iugoslávia (TPII) condenou dois oficiais iugoslavos por seus envolvimentos no cerco, entregando um terceiro à Sérvia para julgamento. A acusação do TPII afirmou que a ofensiva tinha como objetivo separar a região de Dubrovnik da Croácia e integrá-la em um estado dominado pelos sérvios por meio da malsucedida proclamação da República de Dubrovnik em 24 de novembro de 1991. Além disso, Montenegro condenou quatro ex-soldados do JNA por abuso de prisioneiros no acampamento Morinj. A Croácia também acusou vários ex-oficiais do JNA ou da Marinha Iugoslava e um ex-líder sérvio da Bósnia por crimes de guerra, mas essas acusações não resultaram em nenhum julgamento.

## Contexto
Em agosto de 1990, uma insurreição ocorreu na Croácia, centrada nas áreas predominantemente povoadas por sérvios do interior da Dalmácia em torno da cidade de Knin, partes das regiões de Lika, Kordun, Banovina e assentamentos no leste da Croácia com populações sérvias. Essas áreas foram posteriormente chamadas de República Sérvia de Krajina (RSK) e após declarar sua intenção de se integrar à Sérvia, o Governo da Croácia classificou a RSK como uma rebelião. Em março de 1991, o conflito havia aumentado, resultando na guerra de independência da Croácia. Em junho de 1991, a Croácia declarou sua independência à medida que a Iugoslávia se desintegrava. Após uma moratória de três meses, a decisão entrou em vigor em 8 de outubro. O RSK então iniciou uma campanha de limpeza étnica contra civis croatas, expulsando a maioria dos não sérvios até o início de 1993. Em novembro de 1993, menos de 400 croatas étnicos permaneciam na área protegida pela Organização das Nações Unidas (ONU) conhecida como setor sul, e outros 1,5 a 2 mil permaneceram no setor norte.
Como o Exército Popular Iugoslavo (JNA) apoiava cada vez mais o RSK e a Polícia da Croácia era incapaz de lidar com a situação, a Guarda Nacional (ZNG) foi formada em maio de 1991. Em novembro, o ZNG foi rebatizado de Exército Croata (HV). O desenvolvimento das Forças Armadas da Croácia (OSRH) foi prejudicado por um embargo de armas da ONU introduzido em setembro, enquanto o conflito militar na Croácia continuou a escalar com a Batalha de Vukovar, que começou em 25 de agosto.
Dubrovnik é a grande cidade croata mais meridional do país. O centro da cidade, conhecido como Cidade Velha, possui muitas muralhas e está classificado como Patrimônio Mundial pela Organização das Nações Unidas para a Educação, a Ciência e a Cultura (UNESCO). Em 1991, a cidade tinha uma população de aproximadamente 50 mil habitantes, dos quais 82,4% eram croatas e 6,8% sérvios. O território croata em torno da cidade se estende pela península de Pelješac e Prevlaka, na entrada da baía de Kotor, fronteira com Montenegro.

## Antecedentes
Em meados de 1991, os principais comandantes do exército iugoslavo — incluindo Veljko Kadijević, Blagoje Adžić e Stane Brovet — planejaram uma ofensiva militar envolvendo um ataque na área de Dubrovnik, seguido por um avanço iugoslavo em direção ao oeste de Herzegovina, de modo a se juntarem com o 9.º pelotão no norte da Dalmácia, quando a área fosse assegurada. O general Jevrem Cokić submeteu o plano da ofensiva em Dubrovnik a Adžić.
Em setembro de 1991, o exército iugoslavo e os líderes de Montenegro disseram que a cidade de Dubrovnik deveria ser atacada e neutralizada para garantir a integridade territorial de Montenegro, assim evitando confrontos étnicos e preservando a República Socialista Federativa da Iugoslávia (RSF Iugoslávia). O primeiro-ministro montenegrino, Milo Đukanović, afirmou que as fronteiras croatas precisavam ser revistas, atribuindo a linha fronteiriça existente a "cartógrafos bolcheviques mal-educados". A propaganda foi agravada pelas alegações do coronel-general Pavle Strugar, do exército da Iugoslávia, de que 30 mil soldados croatas e 7 mil terroristas e mercenários curdos estavam prestes a atacar Montenegro e tomar a baía de Kotor, o que levou muitos montenegrinos a acreditarem que a Croácia havia realmente iniciado uma invasão. O jornal Pobjeda foi a fonte midiática que mais contribuiu para a divulgação da propaganda. Em julho de 1991, o alto funcionário sérvio Mihalj Kertes afirmou em um comício político na cidade de Nikšić que um estado sérvio seria estabelecido como sua capital a oeste de Montenegro, estendendo-se até o rio Neretva e tendo Dubrovnik como sua capital.
Em 16 de setembro de 1991, o Exército Iugoslavo mobilizou-se em Montenegro, citando a deterioração da situação na Croácia. Apesar do grande apelo feito pelo 2.º Batalhão de Titogrado do JNA através do rádio em 17 de setembro, um número considerável de reservistas se recusou a responder à convocação, com o que Đukanović ameaçou punir os desertores e aqueles que se recusassem a responder à mobilização. A mobilização e propaganda contrastavam com as garantias das autoridades federais iugoslavas em Belgrado, capital da Sérvia, de que a cidade de Dubrovnik não seria atacada. O plano estratégico do governo iugoslavo para derrotar a Croácia incluía uma ofensiva para isolar as partes mais ao sul da Croácia do resto do país — incluindo Dubrovnik. Em 23 de setembro, a artilharia da Iugoslávia atacou a vila de Vitaljina, a leste de Dubrovnik, e, dois dias depois, a Marinha iugoslava bloqueou as rotas marítimas à cidade. Em 26 de setembro, o JNA renomeou seu Grupo Operacional do Leste da Herzegovina para 2.º Grupo Operacional, subordinando-o diretamente ao Ministério Federal da Defesa e ao Estado-Maior. Cokić foi nomeado o primeiro comandante do 2.º Grupo Operacional, mas foi substituído por Mile Ružinovski em 5 de outubro após o abate do helicóptero de Cokić. Strugar substituiu Ružinovski em 12 de outubro.

## Ordem de batalha

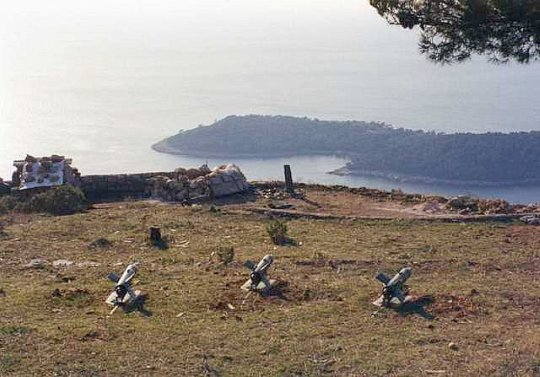
Três mísseis teleguiados sérvios com vista para Dubrovnik e a costa do mar Adriático

A Iugoslávia encarregou o 2.º Batalhão de Titogrado e o 9.º setor Marítimo-Militar de Boka Kotorska (VPS) — ambos elementos do 2.º Grupo Operacional — de isolar e  capturar a área de Dubrovnik. O 2.º Batalhão implantou a 1.ª Brigada Nikšić, enquanto o 9.º VPS empregou a 5.ª e a 472.ª Brigada Motorizada. A fronteira do batalhão que percorria de norte a sul, próximo a Dubrovnik, foi definida. O 2.º Grupo Operacional também comandou o 16.º destacamento de Patrulha de Fronteira e o 107.º grupo de Artilharia Costeira, mobilizando unidades da Defesa Territorial iugoslava de Herceg Novi, Kotor, Tivat, Budva, Bar, Mojkovac, Bijelo Polje e Trebinje. Strugar estava no comando geral do 2.º Grupo Operativo, enquanto o 9.º VPS era comandado por Miodrag Jokić. Jokić substituiu Krsto Đurović, que morrera em circunstâncias incertas horas antes do início da ofensiva. O general Nojko Marinović, que comandava a 472.ª Brigada Motorizada e era subordinado de Đurović, afirmou que "o JNA matou o almirante porque ele se opôs à ofensiva". Marinović renunciou ao cargo em 17 de setembro, juntando-se ao ZNG. Entre meados de outubro e o início de 1991, o Exército Iugoslavo inicialmente introduziu de 5–7 mil soldados e manteve níveis de tropas semelhantes durante a ofensiva.
As defesas de Dubrovnik eram quase inexistentes — no início das hostilidades, havia 480 soldados na área da cidade, dos quais apenas 50 tinham algum treinamento. A única unidade militar regular era um pelotão com armas de infantaria leve, estacionado no Forte Imperial da era napoleônica no topo da colina Srđ com vista para Dubrovnik. O restante das tropas na área estava mal armado porque a Defesa Territorial Croata havia sido desarmada pelo iugoslavos em 1989. Ao contrário de outras partes da Croácia, não havia guarnições ou depósitos de armazenamento do JNA em Dubrovnik desde 1972 e, portanto, muito poucas armas e munições capturadas durante a Batalha do Quartel (1991) estavam disponíveis para defender a cidade. Em 19 de setembro, Marinović foi nomeado oficial comandante de defesa em Dubrovnik, que ele avaliou como inadequada. As tropas, inicialmente organizadas como Defesa Territorial de Dubrovnik, foram reorganizadas no 75.º Batalhão Independente do HV e posteriormente reforçadas com elementos da 116.ª Brigada de Infantaria para formar a 163.ª Brigada de Infantaria em 13 de fevereiro de 1992. O esquadrão de barcos armados de Dubrovnik, uma unidade militar voluntária da Marinha Croata composta por 23 navios de tamanhos variados e 117 voluntários foi estabelecido em 23 de setembro para conter o bloqueio da Marinha iugoslava. Em 26 de setembro de 1991, 200 rifles e quatro peças de artilharia capturados do JNA na ilha de Korčula foram enviados para reforçar a cidade. Os arsenais combinavam armas divisionais soviéticas da época da Segunda Guerra Mundial de 76 mm e 85 mm. Além disso, um veículo blindado improvisado foi fornecido à cidade. Além do próprio Exército, Dubrovnik também teve o auxílio da polícia e tropas das Forças de Defesa da Croácia (HOS) de outras partes do país, elevando o número de soldados croatas em Dubrovnik para 600. Em novembro, cerca de mil soldados croatas estavam defendendo a cidade.

## Início do confronto

### Avanço da Iugoslávia

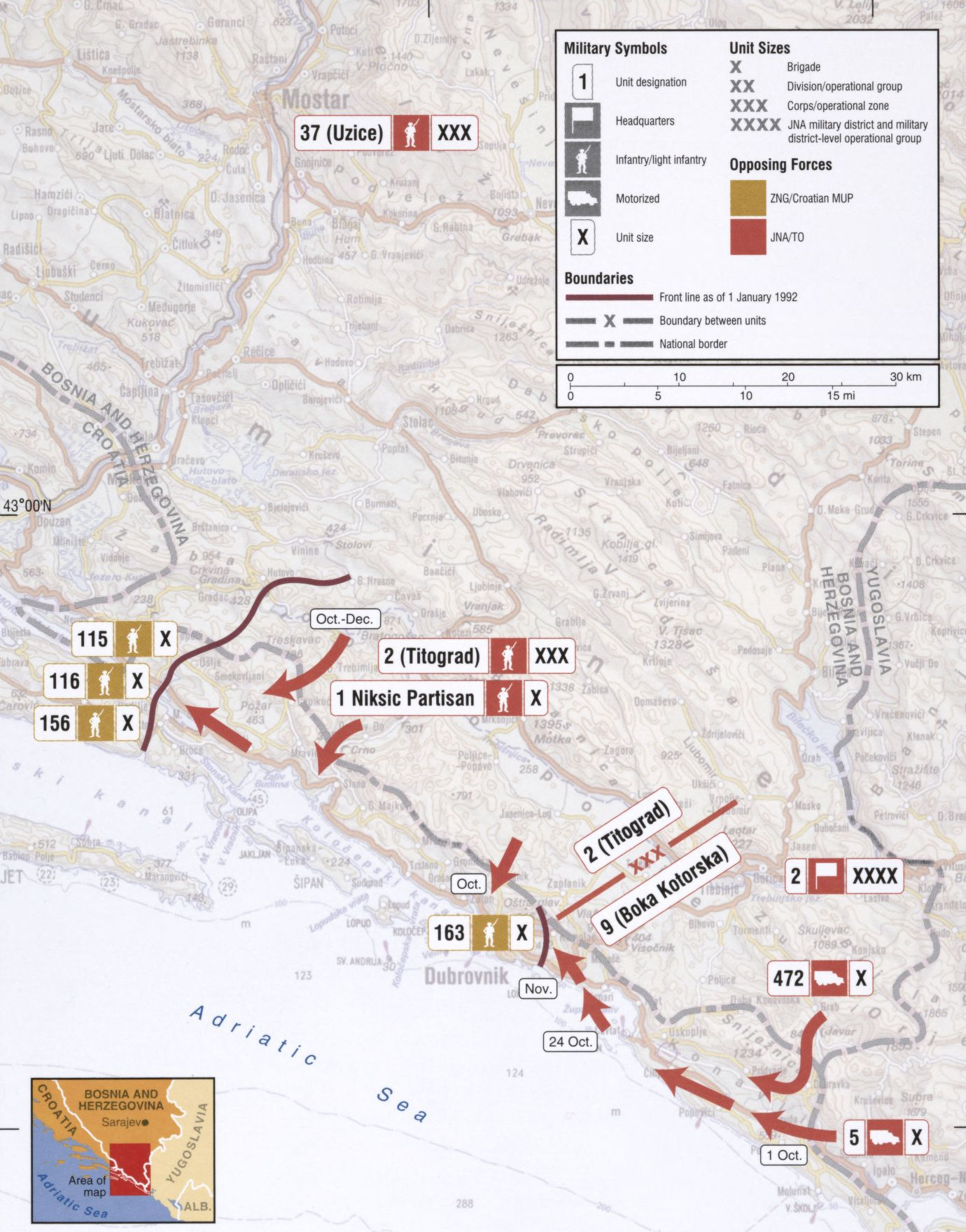
Mapa da ofensiva do exército iugoslavo ao redor de Dubrovnik, em outubro de 1991

Em 1 de outubro, o exército iugoslavo iniciou sua ofensiva em direção a Dubrovnik, movendo o 2.º Batalhão de Titogrado para o oeste através do campo de Popovo, ao norte da cidade. O 2.º Batalhão do JNA destruiu a vila de Ravno, na Bósnia e Herzegovina, antes de virar para o sul em direção à área de Dubrovačko Primorje, com o objetivo de cercar Dubrovnik pelo oeste. O segundo eixo do avanço iugoslavo foi atribuído ao 9.º VPS, originando-se a partir da baía de Kotor — a cerca de 35 km a sudeste de Dubrovnik — e dirigindo-se através de Konavle. O avanço começou às 5h da manhã, após o fogo preparatório de artilharia contra Vitaljina e outros alvos em Konavle. O avanço, utilizando várias estradas da região, foi apoiado pela Marinha da Iugoslávia e pela Força Aérea da Iugoslávia. As defesas croatas eram inexistentes em Konavle e pequenas em Dubrovačko Primorje — as únicas baixas do JNA naquele dia ocorreram durante uma emboscada bem-sucedida por parte do ZNG na aldeia Čepikuće. No primeiro dia da ofensiva, a artilharia iugoslava atacou a colina Srđ e a parte mais alta de Žarkovica, ao norte e leste de Dubrovnik, enquanto seus aviões-caça MiG-21 atacaram Komolac em Rijeka Dubrovačka a oeste, destruindo o suprimento de eletricidade e água para Dubrovnik. Até o final de dezembro, Dubrovnik contou com água potável fornecida por barcos e eletricidade de alguns geradores elétricos.
Nos três dias seguintes, os iugoslavos progrediram lentamente. Em 2 de outubro, sua artilharia atacou a colina Srđ, o Forte Imperial e Žarkovica. No dia seguinte, o Hotel Belvedere em Dubrovnik foi bombardeado pelo exército iugoslavo, onde um posto de defesa do ZNG estava localizado, e a Força Aérea Iugoslava bombardeou o Hotel Argentina. Em 4 de outubro, o 2.º Batalhão invadiu o vilarejo de Slano, interditando a rodovia Adriática e isolando Dubrovnik do resto da Croácia. Em 5 de outubro, o distrito de Ploče foi bombardeado, seguido por um ataque aéreo iugoslavo no Forte Imperial no dia seguinte.
Em 15 de outubro, a Croácia ofereceu negociações de paz a Montenegro, mas o presidente da Sérvia na época, Slobodan Milošević, rejeitou a proposta. A oferta foi feita aos oficiais montenegrinos porque a ofensiva tinha sido oficialmente endossada pelo governo de Montenegro em 1 de outubro. Três dias depois, a Sérvia se distanciou publicamente dos movimentos, culpando a Croácia por provocar a Iugoslávia. No sétimo dia da ofensiva, o parlamento montenegrino culpou o JNA pelo ataque. Em 16 de outubro, um dia após Milošević recusar a proposição croata, a 9.ª VPS apossou-se do vilarejo de Cavtat. A invasão de Cavtat foi apoiada por uma operação de desembarque anfíbia a aproximadamente 5 km a leste de Dubrovnik e um ataque aéreo no distrito de Ploče em Dubrovnik em 18 de outubro. No dia seguinte, um cessar-fogo chegou a ser acordado, no entanto foi violado assim que entrou em vigor. Em 20 de outubro, a Força Aérea Iugoslava atacou Dubrovnik e em 22, a Marinha Iugoslava bombardeou hotéis que abrigavam refugiados na área de Lapad da cidade.
Em 23 de outubro, o JNA iniciou um bombardeio de artilharia continuado em Dubrovnik, incluindo a parte interna às muralhas da cidade, provocando um protesto do Departamento de Estado dos Estados Unidos no dia seguinte. O 9.º VPS invadiu os municípios de Župa Dubrovačka e Brgat em 24 de outubro, enquanto a Marinha iugoslava bombardeou a Ilha de Lokrum. No dia seguinte, o JNA emitiu um ultimato à cidade, exigindo sua rendição e a remoção de funcionários eleitos de Dubrovnik. Em 26 de outubro, invadiram o promontório Žarkovica a sudeste do centro da cidade, tomando a maior parte do terreno elevado com vista para Dubrovnik. O 2.º Batalhão que estava indo rumo a Dubrovnik era mais lento, destruindo uma grande parte do Arboreto de Trsteno. O avanço iugoslavo deslocou cerca de 15 mil refugiados das áreas capturadas. Cerca de 7 mil pessoas foram evacuadas de Dubrovnik pelo mar em outubro de 1991; o restante se refugiou em hotéis e em outros lugares da cidade.

### Defesa de Dubrovnik
O exército iugoslavo continuou seus ataques de artilharia contra Dubrovnik em 30 de outubro e o bombardeio prosseguiu até 4 de novembro, visando as áreas ocidentais de Dubrovnik — Gruž e Lapad — bem como os hotéis que estavam hospedando refugiados. De 3 a 4 de novembro, as tropas do Exército Iugoslavo atacaram o bairro da Cidade Velha e os hotéis usando armas leves e franco-atiradores do 3.º Batalhão da 472.ª Brigada Motorizada, que ocupava as posições mais próximas do centro da cidade. No dia seguinte, o Forte Imperial foi bombardeado mais uma vez. Em 7 de novembro, o JNA emitiu um novo ultimato exigindo a rendição de Dubrovnik até o meio-dia. O pedido foi rejeitado e Jokić anunciou que eles apenas poupariam a Cidade Velha da destruição. No mesmo dia, a luta recomeçou perto de Slano.
O exército e a força naval iugoslava retomaram o bombardeio de Dubrovnik entre 9 e 12 de novembro, atingindo a Cidade Velha, Gruž, Lapad e Ploče, bem como os hotéis. Mísseis teleguiados foram usados para atacar barcos no porto, enquanto alguns navios maiores no porto de Gruž, incluindo a balsa Adriatic e o veleiro americano Pelagic — foram incendiados e destruídos por tiros. O Forte Imperial foi atacado pelo JNA em 9, 10 e 13 de novembro. Estes ataques foram seguidos de uma calmaria que durou até o final de novembro, quando a Missão de Vigilância da União Europeia (ECMM) mediou as negociações entre o exército da Iugoslávia e as autoridades croatas em Dubrovnik. A ECMM foi retirada em meados de novembro, após o seu pessoal ter sido atacado pelos iugoslavos e a mediação ter sido assumida pelo Secretário de Estado Francês para os Assuntos Humanitários, Bernard Kouchner, e pelo Chefe da Missão da Fundo das Nações Unidas para a Infância (UNICEF), Stephan Di Mistura. As negociações resultaram em acordos de cessar-fogo em 19 de novembro e 5 de dezembro, mas nenhuma produziu quaisquer resultados específicos no terreno. Em vez disso, as unidades iugoslavas localizadas em Dubrovačko Primorje — ao noroeste de Dubrovnik — cercaram a cidade, alcançando o ponto mais distante de seu avanço em 24 de novembro, quando as defesas da cidade foram empurradas de volta ao vilarejo de Sustjepan; o JNA tentou estabelecer a República de Dubrovnik na área que ocupava, mas falhou em sua tentativa.
Dubrovnik começou a receber as maiores entregas de ajuda humanitária desde o início do cerco. A primeira tentativa bem-sucedida de sustentar a cidade foi o comboio Libertas, que chegou a Dubrovnik em 31 de outubro. O comboio partiu de Rijeka e fez várias escalas, crescendo para 29 navios ao se aproximar da cidade. O comboio foi inicialmente detido pela fragata iugoslava JRM Split entre as ilhas de Brač e Šolta e no dia seguinte por barcos de patrulha iugoslavos ao largo de Korčula, antes que o Esquadrão de Barcos Armados se unisse à frota e a escoltasse até o Porto de Dubrovnik em Gruž. Durante o retorno, o navio Slavija — com capacidade para 700 pessoas — evacuou 2000 refugiados de Dubrovnik, embora tivesse que passar primeiro pela baía de Kotor para ser inspecionado pela Marinha Iugoslava.

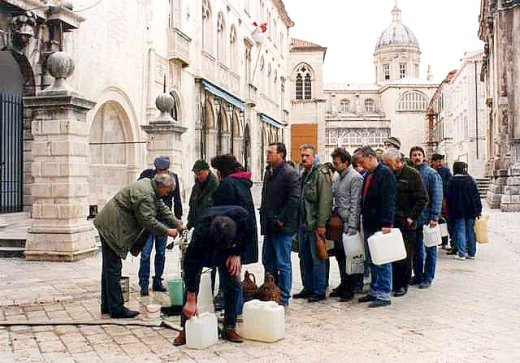
Civis enfileirados com galões para beber água em um cano durante o cerco

Entre 2 a 3 de dezembro, o JNA retomou os ataques de infantaria na Cidade Velha, seguidos por disparos de morteiros contra o Forte Imperial em 4 de dezembro. O bombardeio mais pesado contra a Cidade Velha começou aproximadamente às 6h do dia 6 de dezembro. A cidade foi atingida por 280 mísseis e 364 projéteis de morteiro. Duas crateras ocasionadas pelo impacto indicaram o uso de armas mais pesadas. O bombardeio foi concentrado na rua Stradun — o calçadão central da Cidade Velha — e áreas a nordeste da rua, enquanto outras partes sofreram relativamente poucos impactos. O ataque diminuiu às 11h30 e matou 13 civis — a maior perda de vidas civis registrada durante o cerco. A biblioteca do Centro Interuniversitário de Dubrovnik, contendo 20 mil volumes, também foi destruída no ataque e o Hotel Libertas foi bombardeado pela artilharia iugoslava com o objetivo de matar bombeiros que apagavam incêndios causados por um ataque no início daquele dia. O ataque de 6 de dezembro gerou críticas pesadas da mídia internacional, do Diretor-Geral da UNESCO na época, Federico Mayor Zaragoza; do Enviado Especial do Secretário-geral das Nações Unidas, Cyrus Vance; e da ECMM no dia do bombardeio. Mais tarde naquele dia, o JNA emitiu uma declaração de pesar e prometeu um inquérito. Em 7 de dezembro, representantes iugoslavos visitaram a Cidade Velha para inspecionar os danos, mas nenhuma ação adicional foi observada.
Todas as defesas croatas estavam de 3 a 4 quilômetros de distância da Cidade Velha, exceto o Forte Imperial — cerca de um quilômetro ao norte. A fortaleza foi atacada no começo da manhã — depois do início do bombardeio ao bairro. A ofensiva foi executada pelo 3.º Batalhão da 472.ª Brigada Motorizada, avançando simultaneamente em duas direções. O ataque primário consistia numa maior linha de frente, enquanto o secundário em um pelotão de soldados de infantaria — ambos apoiados por tanques T-55 e artilharia. Por volta das 8h, a infantaria chegou ao Forte Imperial, obrigando a força de defesa a recuar à fortificação e pedir ajuda. Marinović ordenou que a artilharia croata disparasse diretamente contra a fortaleza, despachando uma unidade especial da polícia (SJP) para reforçar a guarnição do Forte Imperial; aproximadamente às 14h, o JNA cancelou o ataque.

### Contra-ataque da Croácia

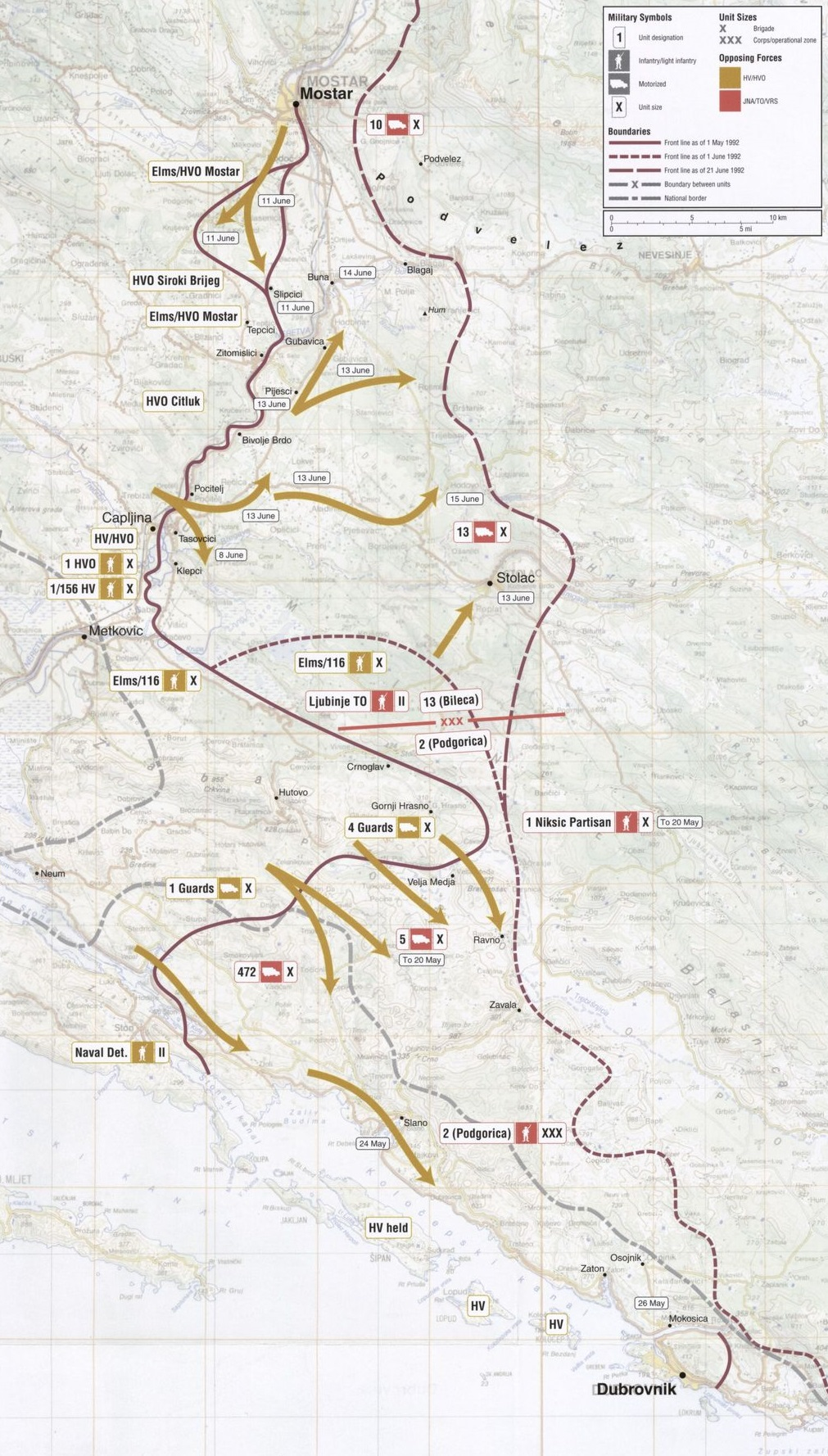
Mapa do avanço do exército croata para Dubrovnik em maio de 1992 e a subsequente Operação Chacal, em junho do mesmo ano

Em 7 de dezembro de 1991, outro cessar-fogo foi acordado e o exército iugoslavo que sitiava Dubrovnik permaneceu relativamente inativo. Em janeiro de 1992, o Acordo de Sarajevo foi assinado por representantes da Croácia, do JNA e da ONU, e os combates foram interrompidos. A Força de Proteção das Nações Unidas (UNPROFOR) foi enviada à Croácia para supervisionar e manter o acordo. A Sérvia continuou a apoiar o RSK. Em grande parte, o confronto passou para posições entrincheiradas e o JNA logo se retirou da Croácia para a Bósnia e Herzegovina, onde se antecipava um novo conflito. A única exceção foi a área de Dubrovnik, onde o JNA atacou a oeste de Dubrovačko Primorje, empurrando para trás elementos das 114.ª e 116.ª Brigadas de Infantaria do HV, alcançando os arredores de Ston no início de 1992.
A capacidade do exército croata aumentou dramaticamente nos primeiros meses de 1992 após a aquisição de grandes estoques de armas do exército iugoslavo na Batalha do Quartel. Após o desligamento do JNA na Croácia, a Iugoslávia preparou-se para montar um novo exército sérvio-bósnio, mais tarde renomeado para Exército da República Srpska (VRS). A mudança ocorreu após a declaração da República Srpska por parte dos sérvios da Bósnia em 9 de janeiro de 1992, antes do referendo de 29 de fevereiro a 1 de março de 1992 sobre a independência da Bósnia e Herzegovina. O referendo seria mais tarde citado como um pretexto para a Guerra da Bósnia, que começou no início de abril de 1992, quando a artilharia do VRS começou a bombardear Sarajevo. O JNA e o VRS na Bósnia e Herzegovina foram confrontados pelo Exército da República da Bósnia e Herzegovina (ARBiH) e pelo Conselho de Defesa Croata (HVO), reportando-se ao governo central dominado pelos bósnios e à liderança croata da Bósnia, respectivamente. Em determinadas ocasiões, o exército croata foi enviado à Bósnia e Herzegovina para apoiar o HVO.
Em abril de 1992, a Iugoslávia iniciou operações ofensivas contra o HV e o HVO nas áreas oeste e sul da Herzegovina, perto de Kupres e Stolac. O 4.º Distrito Militar do JNA, comandado por Strugar, pretendia capturar Stolac e a maior parte da margem oriental do rio Neretva ao sul de Mostar. Os combates em torno de Mostar e os ataques de artilharia do JNA à cidade começaram em 6 de abril. Os iugoslavos empurraram as forças croatas de Stolac em 11 de abril e atacaram Čapljina. Um cessar-fogo foi acordado em 7 de maio, mas o JNA e as forças sérvias da Bósnia retomaram o ataque no dia seguinte. O ataque conseguiu capturar uma grande parte de Mostar e algum território na margem ocidental do rio Neretva. Em 12 de maio, as forças do JNA baseadas na Bósnia e Herzegovina tornaram-se parte do VRS, e o 2.º Grupo Operacional da Iugoslávia foi renomeado como o 4.º Corpo do VRS Herzegovina. A Croácia viu os movimentos do JNA como um prelúdio para os ataques ao sul da Croácia especificamente direcionados ao Porto de Ploče e possivelmente à cidade de Split. Para conter a ameaça, o HV nomeou o general Janko Bobetko para comandar a Frente Sul, abrangendo as áreas de Herzegovina e Dubrovnik. Bobetko reorganizou a estrutura de comando do HVO e assumiu o comando do HVO na região e unidades HV recém-implantadas, a 1.ª Guarda e a 4.ª Brigada de Guarda.

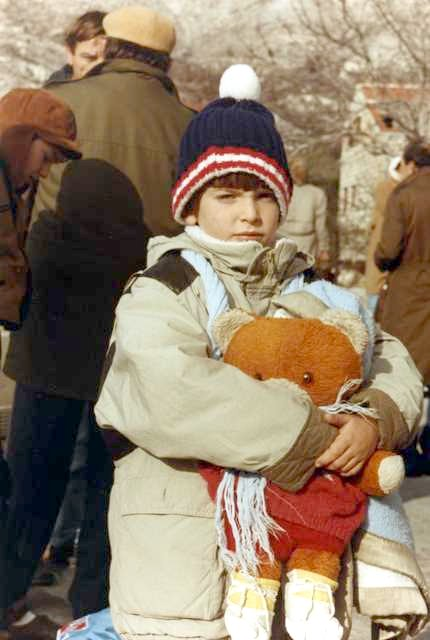
Criança esperando ser retirada de Dubrovnik em dezembro de 1991

Os Exércitos da Sérvia e da Iugoslávia atacaram ao norte de Ston em 11 de abril, repelindo elementos da 115.ª Brigada de Infantaria do Exército da Croácia e elementos das Brigadas de Guarda HV que chegavam por apenas um modesto ganho territorial. A linha de frente se estabilizou em 23 de abril e o HV contra-atacou e recuperou algum terreno após 27 de abril. Em 17 de maio, Bobetko ordenou um grande ataque às duas brigadas de guardas. A 1.ª Brigada de Guardas foi encarregada de avançar para se conectar com a Companhia Ston, que guardava o acesso à península de Pelješac e avançar para Slano. A 4.ª Brigada de Guardas recebeu a ordem de proteger o interior do Dubrovačko Primorje avançando ao longo da fronteira do campo de Popovo. Ao mesmo tempo, o JNA era pressionado pela comunidade internacional para recuar a leste de Dubrovnik para Konavle.
A 1.ª Brigada de Guardas, apoiada por elementos da 115.ª Brigada de Infantaria, capturou Čepikuće em 21 de maio e Slano entre 22 e 23 de maio. O Esquadrão de Barcos Armados de Dubrovnik desembarcou tropas em Slano na noite anterior, mas elas foram repelidas pelo JNA. Na noite do dia 23 para 24 de maio, a Iugoslávia atacou Sustjepan e os arredores ao norte de Dubrovnik. No dia 26, começou a se retirar de Mokošica e Žarkovica. A 163.ª Brigada de Infantaria avançou de Dubrovnik; seu 1.º Batalhão assumiu posições em Brgat e Župa Dubrovačka, e o 2.º Batalhão desdobrado em Osojnik. Em 29 de maio, a 4.ª Brigada de Guardas reocupou Ravno. Em 31 de maio, o 2.º Batalhão da 163.ª Brigada forçou os iugoslavos para o maciço Golubov Kamen — com vista para a seção da Rodovia Adriática que contornava a enseada Rijeka Dubrovačka — mas não conseguiu capturar o maciço. A brigada foi substituída pela 145.ª Brigada de Infantaria em 15 de junho. Dubrovnik foi atacada pela artilharia do JNA de forma contínua até 16 de junho, e então intermitentemente até 30 de junho. Em 7 de junho, a 1.ª Guarda e a 4.ª Brigada de Guarda cessaram seu avanço na vila de Dubrovačko Primorje, nas proximidades de Orahov Do, ao norte de Slano.

## Desfecho

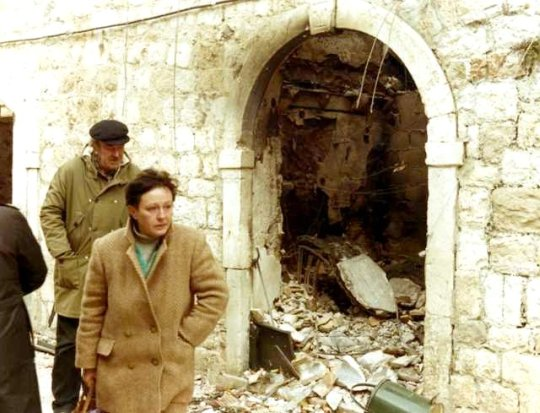
Escombros após o bombardeio de um edifício na cidade em dezembro de 1991

Independentemente do resultado militar, o cerco de Dubrovnik é principalmente lembrado pelos saques em grande escala realizados pelas tropas iugoslavas e pelo bombardeio de artilharia contra a cidade, especialmente ao bairro da Cidade Velha. A reação e cobertura da mídia ao cerco reforçaram a opinião — que já se formava desde a queda de Vukovar — de que a conduta do JNA e dos sérvios foi criminosa e, com a intenção de dominar a Croácia, destruíram um patrimônio cultural inestimável durante o processo. As autoridades sérvias pensavam que a comunidade internacional não tinha fundamentos morais para julgar, porque não interferiu quando centenas de milhares de sérvios foram mortos em campos de concentração croatas durante a Segunda Guerra Mundial. Além dos protestos feitos por Federico Zaragoza, Cyrus Vance e o ECMM, 104 laureados com o Prêmio Nobel publicaram um anúncio de página inteira no The New York Times em 14 de janeiro de 1992, com o incentivo de Linus Pauling, solicitando que os poderes internacionais impedissem a destruição desenfreada dos iugoslavos. Durante o cerco, a UNESCO colocou Dubrovnik em sua lista do Patrimônio Mundial em perigo. Como o cerco moldou a opinião internacional sobre a Guerra de Independência da Croácia, tornou-se um dos principais contribuintes para uma mudança no isolamento diplomático e econômico internacional da Sérvia e da Iugoslávia, que passaram a ser vistos como estados agressores no Ocidente. Em 17 de dezembro de 1991, a Comunidade Econômica Europeia concordou em reconhecer a independência da Croácia em 15 de janeiro de 1992.
Entre outubro e dezembro de 1991, os iugoslavos ocuparam aproximadamente 1 200 km² de território ao redor de Dubrovnik — que foram reocupados pelos croatas durante o contra-ataque de maio de 1992, quando o JNA recuou para leste de Dubrovnik; e nas ofensivas do HV durante a Operação Tigre — durante a Batalha de Konavle, entre julho e outubro de 1992. Entre 82 e 88 civis croatas foram mortos no cerco, assim como 194 militares croatas; 94 soldados croatas foram mortos entre outubro e dezembro de 1991. Até o final de outubro de 1992, houve 417 mortes — incluindo 165 iugoslavos — nas operações militares realizadas ao redor de Dubrovnik. Aproximadamente 15 mil refugiados de Konavle e outras áreas ao redor de Dubrovnik fugiram; cerca de 16 mil refugiados foram evacuados de Dubrovnik pelo mar para outras partes da Croácia. O Exército da Iugoslávia montou dois campos de combatentes de guerra para deter os capturados — localizados em Bileća, na Bósnia e Herzegovina, e Morinj, em Montenegro. Durante e após a ofensiva, 432 pessoas, principalmente civis de Konavle, foram presas e submetidas a abusos físicos e psicológicos. O abuso foi perpetrado por membros do JNA e paramilitares, bem como civis — incluindo espancamentos e execuções simuladas. Muitos dos detidos foram trocados por prisioneiros de guerra detidos pela Croácia em 12 de dezembro de 1991. Os dois campos permaneceram ativos até agosto de 1992.

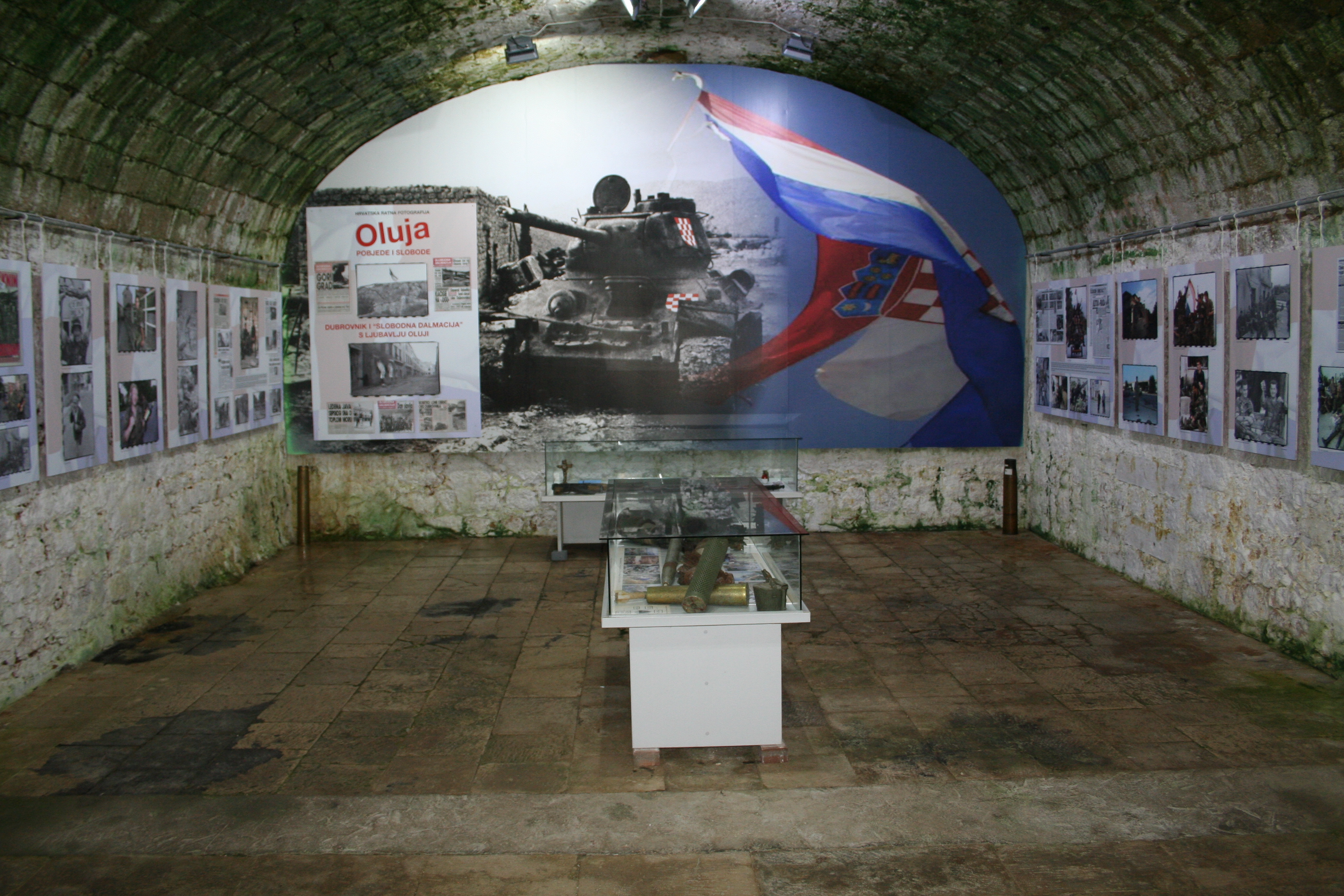
Exposição do Museu de Guerra de Independência Croata, localizado em uma ala do Forte Imperial no Monte Srđ, sendo um símbolo da defesa de Dubrovnik

Mais de 11 mil edifícios na região sofreram danos: 886 foram totalmente destruídos e 1 675 foram danificados. Na época, o custo dos danos foi estimado em 480 milhões de marcos alemães. Danos ao centro histórico de Dubrovnik foram observados por uma equipe da UNESCO que permaneceu na cidade nos últimos meses de 1991. Foi estimado que 55,9% dos edifícios foram danificados; 11,1% sofreram danos graves e 1% foram incendiados. As maiores perdas consistiram em sete palácios barrocos queimados. Danos adicionais foram causados pelas tropas iugoslavas que saquearam museus, empresas e residências particulares. Todas as exposições realizadas pelo Museu Memorial Vlaho Bukovac, em Cavtat, foram levadas por eles, assim como o conteúdo dos hotéis em Kupari. O mosteiro franciscano de São Jerônimo, em Slano, também foi alvo de saque. O JNA admitiu que houve saques, mas Jokić afirmou que a propriedade seria distribuída aos refugiados sérvios por uma administração especial criada em 15 de dezembro de 1991. No entanto, presumiu-se que os bens das propriedades saqueadas tenham acabado em casas particulares ou vendidas no mercado negro. O aeroporto Čilipi de Dubrovnik também foi alvo, com os equipamentos levados para os aeroportos de Podgoritza e Tivat.
Após tentativas de justificar a ofensiva iugoslava, as autoridades da Sérvia e Montenegro tentaram negar os danos na Cidade Velha. A Rádio Televisão da Sérvia (RTS) publicou que a "fumaça que subia da Cidade Velha era o resultado de pneus de automóveis incendiados pela população de Dubrovnik." Oficiais e a mídia em Montenegro se referiram à ofensiva como a "guerra pela paz", ou um bloqueio — aplicando o termo às operações terrestres e ao bloqueio naval. Milo Đukanović, presidente de Montenegro, pediu desculpas à Croácia pelo ataque, em uma reunião realizada em junho de 2000 com o então presidente croata Stjepan Mesić. O gesto foi bem recebido na Croácia, mas foi condenado pelos oponentes políticos de Đukanović em Montenegro e pelas autoridades na Sérvia. De acordo com uma pesquisa de opinião pública em 2010 na Sérvia, 40% dos entrevistados não sabiam quem bombardeou Dubrovnik, enquanto 14% acreditavam que nenhum bombardeio ocorreu.
O jornalista e político Koča Pavlović lançou um documentário intitulado Rat za mir, cobrindo o papel da propaganda no cerco, depoimentos de prisioneiros do campo de Morinj e entrevistas com soldados do JNA. Em 2011, a RTCG transmitiu uma série de documentários usando imagens de arquivo intitulado Rat za Dubrovnik, apesar de uma tentativa de destruir registros belicistas de televisão e reportagens no jornal Pobjeda. Em 2012, Aleksandar Črček e Marin Marušić produziram um documentário intitulado Konvoj Libertas, que tratava da entrega de ajuda humanitária a Dubrovnik através do bloqueio naval.

### Manifestações
Entre 1991 e 1992, protestos contra a guerra foram realizados em Belgrado a fim de libertar Dubrovnik dos iugoslavos. Os protestos em massa de 1991 contra o regime de Slobodan Milošević que continuaram ao longo das guerras, reforçaram a orientação antiguerra do público jovem. Além do cerco de Dubrovnik, as manifestações também foram realizadas por causa da oposição à batalha de Vukovar e ao cerco de Sarajevo, enquanto o público exigia um referendo sobre uma declaração de guerra e interrupção do recrutamento militar. Os cidadãos de Belgrado que protestaram contra o cerco juntaram-se a artistas como Mirjana Karanović e Rade Šerbedžija, cantando "Neću Protiv Druga Svog". Mais de 50 mil pessoas participaram de muitos protestos antiguerra em Belgrado e mais de 150 mil participaram do protesto "A Marcha da Fita Negra", em solidariedade às pessoas de Sarajevo. Estima-se que entre 50 a 200 mil pessoas desertaram do Exército do Povo Iugoslavo e entre 100 a 150 mil emigraram da Sérvia por se recusarem a participar da guerra.

## Acusações de crimes de guerra

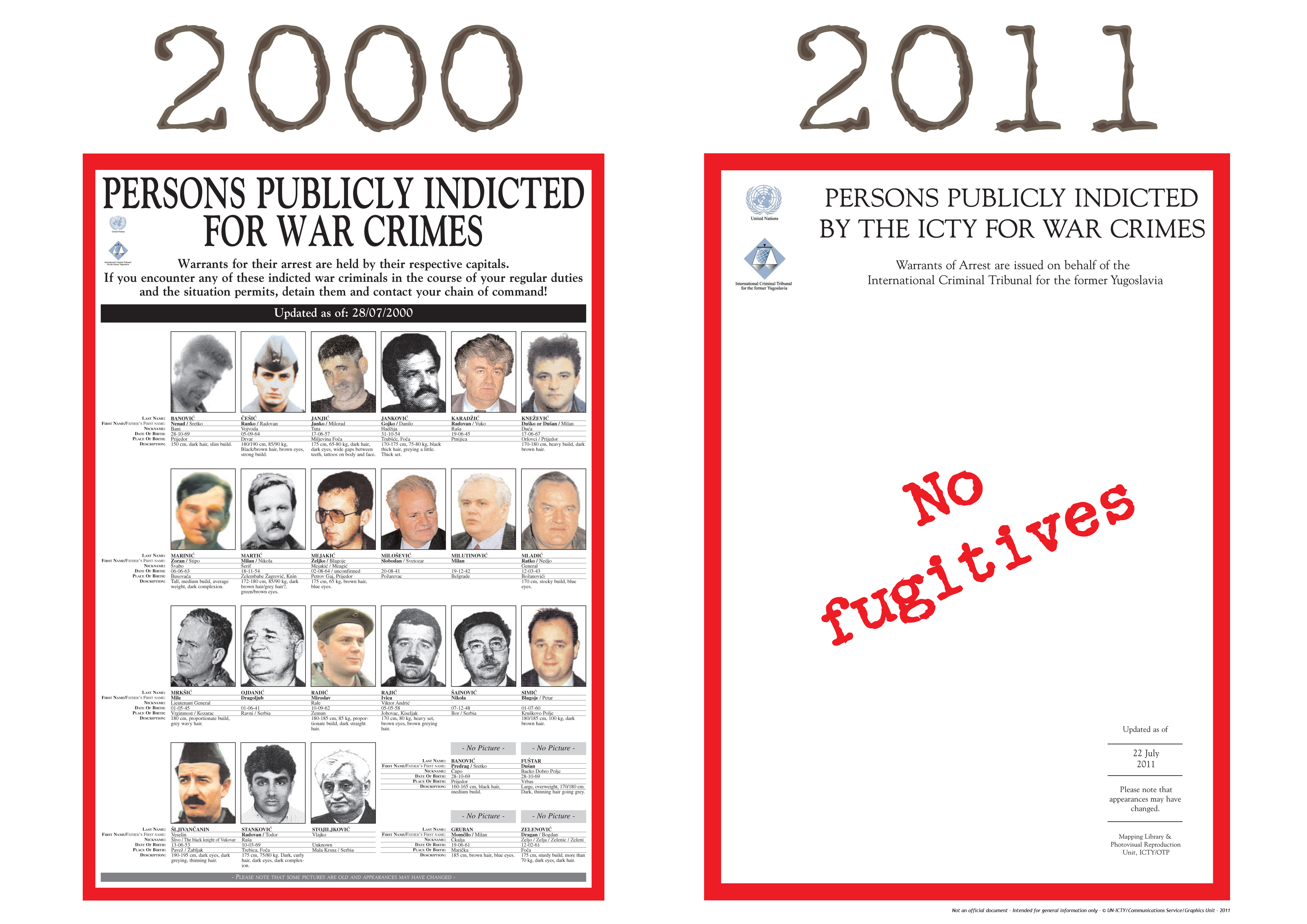
Envolvidos no cerco de Dubrovnik, bem como outros indivíduos que também foram indiciados pelo TPII

Promotores do Tribunal Penal Internacional para a ex-Iugoslávia (TPII), criado em 1993 e com base na Resolução 827 do Conselho de Segurança da ONU, indiciaram Milošević, Strugar, Jokić, Milan Zec e Vladimir Kovačević. As acusações incluíam alegações de que a ofensiva contra a cidade de Dubrovnik visava separá-la da Croácia e anexá-la à Sérvia ou Montenegro. Em sua defesa, Jokić afirmou que a ofensiva visava apenas bloquear Dubrovnik, mas essa afirmação foi posteriormente refutada por Cokić. Mihailo Crnobrnja, um ex-embaixador da Iugoslávia na União Europeia, especulou que o cerco tinha como objetivo forçar o fim dos bloqueios dos quartéis do JNA na Croácia e reivindicar a península de Prevlaka para Montenegro.
O julgamento de Slobodan Milošević nunca foi concluído, pois ele faleceu em 11 de março de 2006, enquanto estava sob custódia do TPII. Strugar foi transferido para a custódia do Tribunal Internacional em 21 de outubro de 2001. O processo foi concluído em 2008 e ele foi condenado por ataques ilegais a objetos civis (violação das leis e costumes de guerra); atentado a civis; destruição ou dano intencional a instituições dedicadas à religião, caridade e educação, artes e ciências, monumentos históricos e obras de arte e ciências; e devastação não justificada por necessidade militar. Ele foi condenado a sete anos e meio de prisão e liberado antecipadamente em 2009, cerca de dois meses antes. Jokić foi entregue em 12 de novembro de 2001, declarando-se culpado e sendo condenado pelos crimes de assassinato, tortura, ataques a civis e violações das leis de guerra. Em 2004, foi condenado a sete anos de prisão. Com o veredicto confirmado e definitivo em 2005, Jokić foi transferido à Dinamarca para cumprir sua pena, sendo libertado em 1 de setembro de 2008. O Tribunal Internacional retirou as acusações contra Zec em 26 de julho de 2002. Kovačević foi preso na Sérvia em 2003 e transferido para o TPII. Após alegar insanidade em sua defesa, foi provisoriamente libertado em 2 de junho de 2004 e o processo foi transferido para o judiciário da Sérvia em 2007, e ele foi submetido a um tratamento psiquiátrico na Academia Médica Militar de Belgrado. Em maio de 2012, Kovačević foi considerado inapto para ser julgado pelas autoridades da Sérvia. As acusações contra ele incluem assassinato, tortura, devastação não justificada por necessidades militares e violações das leis de guerra.
Em agosto de 2008, as autoridades de Montenegro acusaram seis ex-soldados do Exército da Iugoslávia por abusos cometidos contra prisioneiros em Morinj, entre 1991 e 1992. Quatro dos seis foram condenados por crimes de guerra em julho de 2013; Ivo Menzalin foi condenado a quatro anos, Špiro Lučić e Boro Gligić foram condenados a três, enquanto Ivo Gonjić foi condenado a dois. Os quatro apelaram da decisão e, em abril de 2014, a Suprema Corte montenegrina rejeitou o recurso. Vários ex-prisioneiros do campo de Morinj processaram Montenegro e foram indenizados. Em outubro do mesmo ano, a Croácia indiciou Božidar Vučurević — o prefeito de Trebinje e líder sérvio da Bósnia no leste da Herzegovina no momento da ofensiva — por ataques contra a população civil de Dubrovnik. Jokić confirmou que recebeu ordens de Strugar e Vučurević. Em 4 de abril de 2011, Vučurević foi preso na Sérvia e a Croácia solicitou sua extradição. Ele foi libertado sob fiança em 17 de junho. Em setembro, o pedido de extradição foi aprovado, mas Vučurević deixou a Sérvia e voltou para Trebinje, evitando a extradição. As autoridades croatas entraram com ações contra dez oficiais iugoslavos. Foram acusados de crimes de guerra cometidos na área de Dubrovnik antes e depois de 6 de dezembro de 1991 e que não foram cobertos pelas acusações do TPII. As acusações foram feitas depois que o Tribunal Internacional forneceu documentos coletados durante sua investigação. Em 2012, a Croácia indiciou o comandante do 3.º Batalhão da 5.ª Brigada Motorizada do JNA, acusando-o pelo incêndio criminoso de 90 casas, empresas e edifícios públicos em Čilipi entre 5 e 7 de outubro de 1991.
O cerco de Dubrovnik também foi tema de ação da Croácia contra a Sérvia de genocídio perante a Corte Internacional de Justiça (CIJ). A Croácia afirmou que 123 civis de Dubrovnik foram mortos durante o cerco e apresentou cartas da polícia croata para apoiar essas reivindicações, no entanto, em seu julgamento de 2015, o TPII observou que todas as cartas foram preparadas especificamente para o caso, não estavam assinadas e não indicavam as circunstâncias em que os 123 civis supostamente morreram. Citando os julgamentos de Strugar e Jokić, o CIJ, em seu próprio julgamento, reconheceu que pelo menos duas mortes de civis foram causadas pelo bombardeio ilegal de Dubrovnik em 6 de dezembro e mais uma em 5 de outubro de 1991. Entretanto, não abrangeram todo o período do cerco, exceto por esses dois dias, em que os bombardeios ficaram restritos apenas ao bairro da Cidade Velha e não à cidade na totalidade. A sentença do Tribunal declarou: "Conclui do exposto que foi estabelecido que alguns assassinatos foram perpetrados pelo JNA contra os croatas da cidade entre outubro e dezembro de 1991, embora não na escala alegada pela Croácia."